# Vedat de Farmicó
El Vedat de Farmicó és un paratge, antic vedat de caça, del municipi de Castell de Mur, al Pallars Jussà, a l'antic terme de Mur, en terres del poble del Meüll.
Està situat a prop de l'extrem sud del terme municipal, a migdia de Casa Farmicó. És a l'esquerra del barranc de la Censada i a la dreta de la llau de Farmicó.